# Aristolochia championii
Aristolochia championii är en piprankeväxtart som beskrevs av Merr. & Chun. Aristolochia championii ingår i släktet piprankor, och familjen piprankeväxter. Inga underarter finns listade i Catalogue of Life.